# 李坚 (北魏)
李坚，字次寿，高阳郡易县（今河北省雄县西北）人，北魏宦官。
魏文成帝初年，因事被处刑为阉人。文明太后临朝，官至中给事中，赐爵魏昌伯。他小心谨慎，常在左右，虽不及王遇、王质等，也被任用。魏孝文帝迁洛阳，被委任为太仆卿，检查督促牧业生产，多有增长。魏宣武帝初年，出为安东将军、瀛州刺史，本州的荣誉，与王质相同。所在受礼纳贿，家产巨万。值京兆王元愉在冀州谋反，李坚率众征元愉，为元愉所击破。到任回京后，得风疾，拜光禄大夫，数年后去世。赠抚军将军、相州刺史，赗帛五百匹。以弟弟的儿子李昙景为后，袭爵魏昌伯，为羽林监、直后。